# Massacro di Ngarbuh
Il massacro di Ngarbuh fu una strage compiuta a Ngarbuh, in Ambazonia.

## La strage
Furono uccise più di 20 persone, per la maggior parte bambini. Le motivazioni pare che siano da ricondurre alla contrarietà alla secessione dello Stato di Ambazonia.
Il 14 febbraio 2020, sei soldati camerunesi, accompagnati da Mbororos armati e detrattori ambazoniani, hanno compiuto un massacro di civili a Ngarbuh, due del villaggio di Ntumbaw Ntumbaw, a Ndu, divisione Donga-Mantung, regione nord-ovest. I due quartieri che compongono quello che viene chiamato Ngarbuh sono conosciuti in Ntumbaw come Sirngar (Ngar) Mabuh (buh). L'area Ngarbuh è stato introdotto dopo gli anni '80, quando il governo ha istituito come scuola e lo ha localizzato tra i due quartieri di Ntumbaw, da cui la designazione Ngarbuh. È quindi una designazione di due sottocapi ciascuno governato da un Fai, chiamato in Limbum, Tallanwe.
Ci sono rapporti contrastanti sul numero totale di vittime civili. La giornalista indipendente Jess Craig, incaricata nella regione per la pubblicazione svizzera The New Humanitarian, ha condotto l'unica indagine indipendente sul campo sull'incidente. Parlando con dozzine di testimoni oculari il giorno dopo l'attacco, Craig ha riferito che 21 civili erano stati uccisi, inclusi 13 bambini e una donna incinta. Altri rapporti affermavano che almeno 22 persone furono uccise,[4] inclusi 14 bambini, 9 dei quali avevano meno di 5 anni. L'attacco faceva parte della crisi anglofona, un conflitto armato tra i separatisti del proto-stato Ambazonia (che comprende le regioni del nord-ovest e del sud-ovest) e il Camerun francofono.
Inizialmente nessuna delle parti in conflitto ha rivendicato l'attacco, mentre i separatisti hanno accusato le forze di sicurezza camerunesi. Nello stesso villaggio di Ntumbaw, è stato affermato che uno degli ex combattenti dell'Ambazonia che aveva disertato al governo è tornato a Ntumbaw e ha detto a una folla che se il popolo di Ntumbaw non si fosse sbarazzato dei combattenti di Amba, l'esercito sarebbe tornato per perpetrare ulteriori attacchi . Il governo camerunese inizialmente ha negato la responsabilità. Si presume che l'ufficio della divisione senior della divisione Donga Mantung sia andato a Ntumbaw e abbia tenuto colloqui con gli abitanti del villaggio e, in una conferenza stampa, il capo di Ntumbaw abbia affermato che le uccisioni non sono state eseguite dai militari.
Man mano che venivano raccolte ulteriori prove, era chiaro che i militari avevano compiuto le atrocità. Diverse settimane prima del massacro, è stato affermato che membri dell'esercito avevano istituito una stazione di monitoraggio a Ntumbaw. Il governo camerunese in seguito ha ammesso che l'esercito camerunese era stato responsabile delle morti e ha affermato che i civili erano stati uccisi da un'esplosione accidentale che era stata innescata quando proiettili vaganti avevano colpito un serbatoio di carburante durante uno scontro a fuoco con i separatisti. L'esercito camerunese ha affermato di aver ucciso sette separatisti durante l'incidente. I partiti di opposizione e le agenzie umanitarie hanno respinto questa spiegazione, accusando l'esercito di aver compiuto un massacro di civili. I residenti locali hanno detto che 35 persone sono state uccise dall'esercito, che ha fatto irruzione nelle case dei residenti, dove hanno sparato ai civili e bruciato le loro case. Il governo camerunese ha continuato a insistere sul fatto che solo cinque civili fossero stati uccisi, anche se fonti indipendenti sono state in grado di verificare i nomi di 25 civili morti già il giorno dopo l'attacco. Tentando di nascondere i dettagli dell'incidente, il 24 febbraio i soldati hanno arrestato un uomo che aveva fornito ai media informazioni sul massacro di Ngarbuh. Un presunto testimone oculare del massacro è stato assassinato il 29 febbraio.
Human Rights Watch ha condotto un'indagine, intervistando 23 persone, tre delle quali hanno assistito all'attacco. L'inchiesta ha smentito le affermazioni del governo e ha stabilito che soldati camerunesi e Fulani armati avevano compiuto un massacro di civili. Human Rights Watch ha anche confermato che non c'erano stati combattenti separatisti presenti durante il massacro. Il governo camerunese ha risposto al rapporto accusando l'autore di aver cospirato con i separatisti per creare storie false.